# Zgodovina Prekmurja
Zgodovina Prekmurja govori o zgodovini Prekmurja
Slovenski prebivalci Prekmurja, ki so se stoletja najbolj dosledno označevali za Slovence, so se vse do konca prve svetovne vojne ločeno politično, gospodarsko in kulturno razvijali in bili pod močnim vplivom madžaronizacije ter delovnega izkoriščanja, ki so jima bili izpostavljeni v ogrski polovici Avstro-Ogrske. Prekmurci so živeli v Slovenski krajini (to ime se je med njimi udomačilo ob koncu 19. stoletja), združeni v dveh komitatih ali županijah: Železno in Zala, cerkveno pa so katoličani spadali pod sombotelsko škofijo.
Prekmurje se je v marsičem razlikovalo od drugih slovenskih dežel. Samo tu je na primer obstajala prava zemljiška veleposest z obdelovalnimi površinami, skoraj povsod drugod je bila ta gozdna. Tu so kmetje imeli tudi zelo malo obdelovalne zemlje. Značilne so bile ozke in zelo dolge njive. Tu je nastal tudi agrarni proletariat, ki je iskal delo tudi na ozemlju današnje Madžarske.
Čeprav so že 1848 obstajali poizkusi, da bi se Prekmurci povezali z rojaki, so živeli precej samosvoje. K temu je prispevala tudi verska različnost, saj so med njimi živeli tudi protestanti luteranske in kalvinske veroizpovedi. Poleg Madžarov je med prekmurskimi Slovenci v mestih živelo tudi precej Judov. Prekmurski Slovenci so bili, zlasti po uvedbi dualizma, pod močnim madžarskim pritiskom in so ohranjali svojo identiteto z verskimi knjigami v madžarskem črkopisu, katoličani in zlasti protestanti v prekmurščini, ki jih je na eni strani odtegovalo od vsenarodne skupnosti, notranje pa bolj povezovalo zaradi svoje različnosti. Prekmurski Slovenci so bili izpostavljeni madžarskim pritiskom zaradi želje oblasti, da bi iz mnogonarodne Ogrske ustvarili enonarodno Madžarsko. Tako je šolski zakon iz 1907 določal, da morajo nemadžarski otroci po končanem 4. razredu osnovne šole govoriti in pisati madžarsko.
Narodno zavest je na prelomu iz 19. v 20. stoletje začela dvigati skupina katoliških duhovnikov, ki so se zbirali okoli Frana Ivanocija. Prvič so tu slovensko zastavo razvili šele 1897, in sicer na novi maši Ivanocyjevega sodelavca Jožefa Klekla na Tišini. Sestavili so politični program, ki je poudarjal pomen
vere v zasebnem in javnem življenju, verski pouk v materinščini in zahteval lokalne časopise v njej. V programu je bila vključena tudi zahteva po železniški povezavi s sosednjimi pokrajinami, zmanjšanju carin in regulaciji Mure. Širili so knjige Mohorjeve družbe, še vedno pa so izdajali tudi časopise in knjige v domačem narečju. Prava jezikovna in kulturna enotnost z vsemi Slovenci je dejansko začela nastajati šele po prvi svetovni vojni.
Nekaj narodno zavednih Prekmurcev se je izkazalo v drugi svetovni vojni, ko je Madžarska kot Hitlerjeva zaveznica ponovno okupirala ozemlje Prekmurja, ki je že po Murski republiki leta 1919 pripadalo Kraljevini SHS oziroma stari Jugoslaviji. O narodnoosvobodilnem boju v Prekmurju dokumentarno piše njen udeleženec prekmurski pisatelj Ferdo Godina. 